# مسرح معسكر الجهوي
المسرح الجهوي معسكر بشير زحاف من المسارح الجزائرية يتواجد بوسط مدينة معسكر.

## نبذة تاريخية
يقع في وسط مدينة معسكر، وتتميّز بنايته بهندستها المعمارية المشيّدة من الخشب عام1848، لكن في عام 1896 تعرض لحريق مهول أتى عليه بالكامل، وجرى بنائه بمادة الصلب الخالص، وظلّ مسرح معسكر يسمى المسرح المعلق بفعل هندسته الفريدة، فهو مسرح معلق من السقف، وشرفاته معلقة أيضا من دون أعمدة.

## التأسيس
عام 2008 تقرّر ضمُّه إلى قائمة المسارح الجهوية الجزائرية وخصصت له وزارة الثقافة والفنون ضرفا ماليا محترما لترميمه وتجهيزه وتواصلت الجهود لأتمامه وتسليمه قرابة العشر سنوات إلى أن تمّ افتتاحه عام 2019 وأطلق عليه رسميا اسم أحد فنانين ولاية معسكر بشير زحاف الذي كان مجاهدا إبّان ثورة التحرير والذي توفي في حادث هليكوبتر.

## أعمال
- 2009: هي و هو
- 2010 :كيكي وميمي الدمية المتحركة
- 2011: لالة
- 2010: آمال
- 2013 : ذكرى من الألزاس [2]
- 2014 : القوس الأصفر
- 2015 : هارمونيكا والعقد
- 2016 : كارت بوسطال [3]
- 2017 : آسف… لن أعتذر
  - 2021 مسرحية الحكاية غاية
  - 2023 مسرحية اللاز
  - 2023 مسرحية قبل القيامة

## جوائز
حَظي المسرح الجهوي معسكر بعدة تتويجات وتكريمات وطنيّة ودوليّة، منها :
- 2013: الجائزة الكبرى لمهرجان المسرح المحترف بمسرحية ذكرى من الألزاس .
- 2016: جائزة أحسن سينوغرافيا في مهرجان المسرح العربي بالأردن بمسرحية كارت بوستال .
- 2017: حصة الأسد من جوائز المهرجان الوطني للمسرح الفكاهي .
- 2023: جائزة أحسن أداء نسائي و جائزة أحسن نص مسرحي بمسرحية يوم قبل القيامة بالمهرجان الوطني للمسرح المحترف في طبعته 16 سيد احمد اڤومي .

## مدراء
- رشيد جورورو
- أحمد خوصة [4]
- الدكتور مذكور

## وصلة خارجية
- مسرح معسكر الجهوي